# 申伯纯
申伯纯（1898年—1979年7月13日），直隶宛平人，中华人民共和国官员。

## 生平
申伯纯于1925年毕业于北京大学经济系。早年曾参加冯玉祥国民军。1935年起任国民政府西安绥靖公署兼国民革命军第十七路军交际处长，曾参与了西安事变，后又任第十七路军政治处处长。1937年3月加入中国共产党。抗日战争爆发后参加八路军，任八路军前方总部高级参议。1938年曾被派往鹿钟麟处，任晋察冀战区政治部主任。1940年后又历任八路军前方总部秘书长、晋冀鲁豫边区参议会议长、八路军驻豫北办事处主任及太行军区情报站负责人等职。抗战结束后，历任晋冀鲁豫中央局国军工作部副部长（薄一波兼任部长）、八路军驻北平办事处处长、华北财政经济委员会秘书长等职。
中华人民共和国成立后，申伯纯先后担任中共中央统战部交际处处长、中央人民政府政务院秘书厅副主任、政务院机关事务管理局副局长、中央人民政府机关事务管理局副局长、全国政协副秘书长、全国政协文史资料研究委员会副主任等职。他还是第二至四届全国政协委员，第五届全国政协常务委员。
1979年7月13日，申伯纯在北京病逝，享年81岁。